# Переселенческий
Переселе́нческий — посёлок в Нагайбакском районе Челябинской области России. Входит в состав Переселенческого сельского поселения.

## История
Населённый пункт возник в 1963 году как 1-е отделение совхоза «Гумбейский».

## Население
| 2002 | 2010 |
| ---- | ---- |
| 382  | ↘307 |

## Улицы
- Зелёная,
- Механизаторов,
- Садовая,
- Сиреневая,
- Центральная.